# António Carvalho de Parada
António Carvalho de Parada (1595-1655) nasceu no Sardoal e doutorou-se em Teologia pela Universidade de Coimbra. Foi prior de Bucelas, arcipreste da Sé de Lisboa e guarda-mor da Torre do Tombo de 1650 até à morte.
Escritor político da Restauração, publicou Discurso politico fundado en la doctrina de Christo (Lisboa, Pedro Craesbeeck, 1627), Justificação dos Portuguezes sobre a Acção de Libertarem seu Reino da Obediência de Castella (Lisboa, Paulo Craesbeeck, 1643), Arte de Reynar / ao Potentíssimo Rei D. João IV, nosso senhor, restaurador da Liberdade Portuguesa (Bucelas, Paulo Craesbeeck, 1643) e Diálogos sobre a vida e morte do muito  religioso sacerdote Bartolomeu da Costa, tesoureiro-mor da Sé de Lisboa (Lisboa, Pedro Craesbeeck, 1611).